# Vela (deporte)
La vela es un deporte náutico que consiste en controlar la dinámica de un barco propulsado solamente por el viento en sus velas. La navegación a vela, como deporte, puede ser de recreo o de competición. Las competiciones de vela se llaman regatas, y las embarcaciones veleros.

## Historia

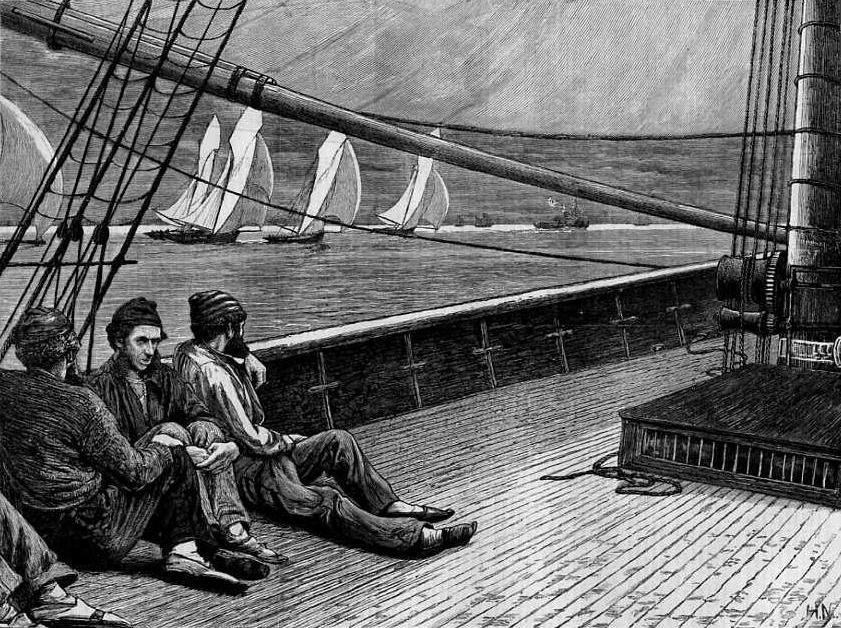
Grabado publicado en Harper's Weekly, representando una carrera de veleros en 1872.

La navegación de recreo o deportiva nació en los Países Bajos en el siglo XVII, pero fue el rey Carlos II de Inglaterra quien lo convirtió en deporte competitivo en su país, tras su regreso del exilio en Países Bajos. La primera regata de la que se tiene constancia tuvo lugar en el río Támesis, entre Greenwich y Gravesend, compitiendo los navíos de Carlos II y su hermano el duque de York.
En Estados Unidos tuvo gran repercusión, y en 1851 el Club de Yates de Nueva York envió una goleta llamada America para competir contra embarcaciones británicas en la Queen's Cup. La America ganó contra 14 rivales y se llevó la copa, dando origen a la competición más antigua de este deporte en la actualidad, la Copa América. Con la llegada del motor de vapor la vela perdió su importancia como medio de transporte y se acrecentó su aspecto lúdico y deportivo.
La evolución en los materiales ha provocado también cambios muy importantes durante el siglo XX en la construcción de los yates, y el empleo de fibra de carbono y de aluminio ha dotado a las embarcaciones de mucha mayor velocidad.

## Vela ligera y vela de crucero
Se consideran embarcaciones de vela ligera las de menor eslora, que han de ser varadas en tierra antes y después de la navegación. Suelen ser modelos con unas medidas, unos pesos y unos aparejos idénticos, que regulan los organismos que rigen las diferentes clases. Suelen tener unos timones y orzas pequeños o abatibles.
Las embarcaciones de crucero son aquellas otras, normalmente de mayor eslora, que se mantienen a flote todo el tiempo, ya que su orza y su timón no son extraíbles. Pueden pertenecer a una clase o ser diseños únicos. Hay muchas embarcaciones de crucero que se utilizan solamente para competiciones, o regatas y que requieren un mantenimiento especial en varaderos limpios y protegidos.

## Competiciones

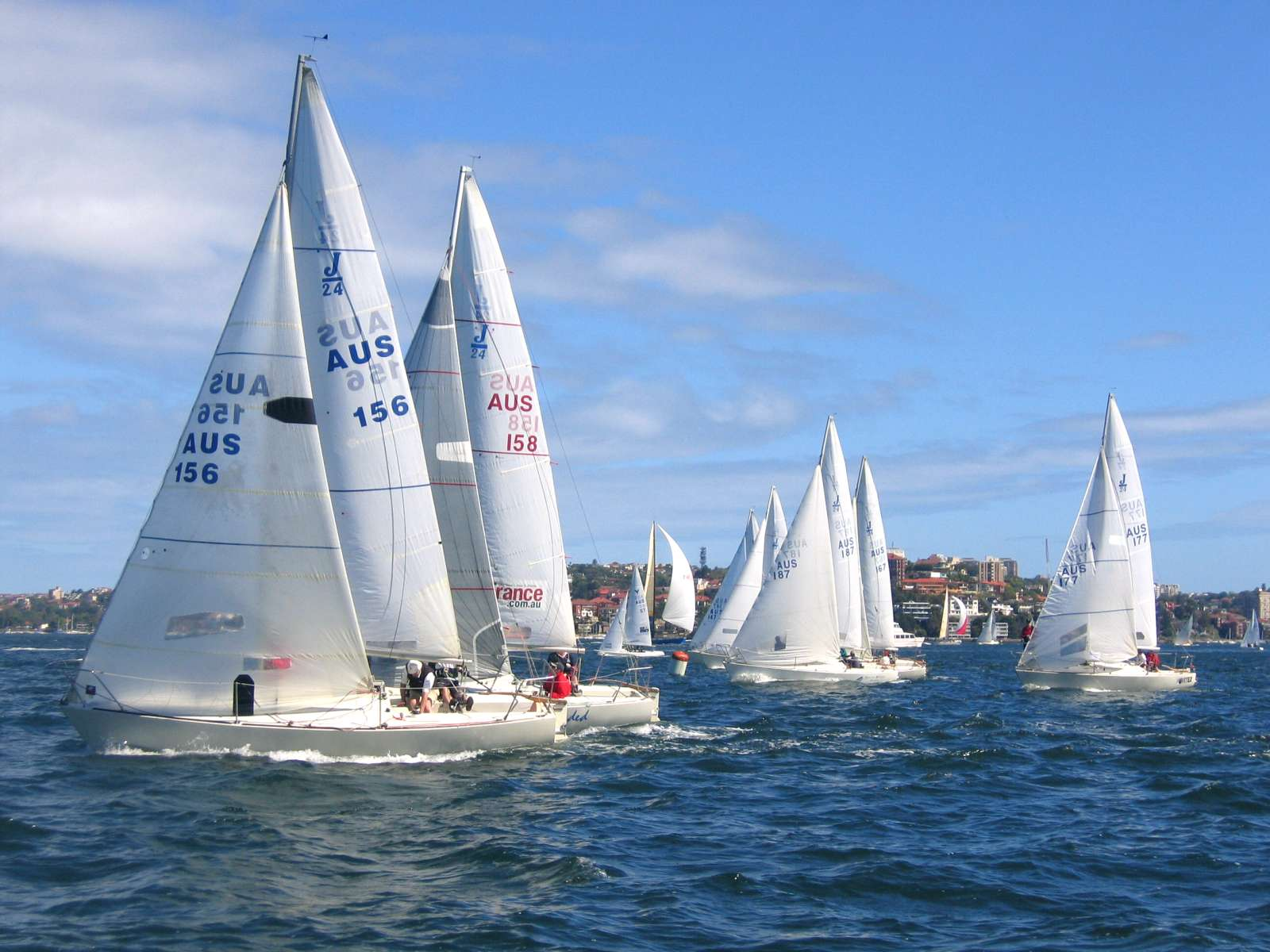
Competición de veleros en el puerto de Sídney, Australia, en 2004.

Hasta 1868 las competiciones de vela se regían por reglas particulares desarrolladas por cada club náutico, lo cual representaba muchos problemas de arbitraje e interpretación cuando varios clubes querían competir entre sí. El 1 de julio de 1868 se convocó un congreso auspiciado por el "Royal Victoria Yacht Club" británico con la finalidad de crear unas reglas que pudiesen ser aceptadas por todos. En 1906 se aceptó el sistema métrico decimal en las reglas de medición, y en 1907 se fundó un organismo internacional que regula toda la competición a vela. Actualmente se llama Federación Internacional de Vela (ISAF), y es el ente encargado de publicar el Reglamento de Regatas a Vela. La ISAF dirige tanto la vela ligera, como la olímpica y la de crucero, aunque algunas regatas de cruceros, en particular, utilizan un sistema de medición internacional (IMS) que regula el Offshore Racing Council (ORC).
Sin duda la competición más importante es la Copa América. Otras competiciones que la siguen en cobertura mediática y profesionalización son algunas regatas transoceánicas como la Volvo Ocean Race, la Vendée Globe, la Barcelona World Race o la Mini Transat 6.50.
En las últimas décadas han ganado protagonismo los circuitos de regatas compuestos por varios eventos en diferentes localizaciones que puntúan para una única competición de yates monotipo. En esta categoría se encuentran el Circuito Audi MedCup, las Series Mundiales de la Copa América, las Extreme Sailing Series, el GC32 Racing Tour, la Star Sailors League y el SailGP.
En cuanto a la vela ligera tradicional, las competiciones más importantes son los campeonatos del mundo de cada clase (Snipe, Optimist, Vaurien, Sunfish, etc.), y los Juegos Olímpicos. La vela es deporte olímpico desde los Juegos Olímpicos de Atenas 1896, pero las malas condiciones meteorológicas impidieron la celebración de las regatas ese año, por lo que las primeras medallas se entregaron en los Juegos Olímpicos de París 1900. Ha sufrido multitud de variaciones en cuanto a clases y categorías. La gran figura de la vela olímpica ha sido el danés Paul Bert Elvstrøm, que ganó cuatro medallas de oro entre 1948 y 1960. Posteriormente llegó a competir junto a su hija, ya sin tanta fortuna. La británica Frances Rivett-Carnac fue la primera mujer que consiguió una medalla de oro, lográndola junto a su esposo en 1908 en la categoría de siete metros.